# Latridius
Latridius es un género de escarabajos de la familia Latridiidae. Habita en parte de Asia y Europa. Herbst describió el género en 1793. Contiene las siguientes especies:
- Latridius alius (Weise, 1972)
- Latridius anthracinus Mannerheim, 1844
- Latridius brevicollis (Thomson, 1868)
- Latridius consimilis (Mannerheim, 1844)
- Latridius creticus Rücker, 1985
- Latridius dualis (Broun, 1914)
- Latridius hirtus (Gyllenhal, 1827)
- Latridius jantaricus (Borowiec, 1985)
- Latridius kulickai (Borowiec, 1985)
- Latridius laevior Brown, 1932)
- Latridius latissimus Rücker, 1986
- Latridius malouinensis (Champion, 1918)
- Latridius minutus (Linnaeus, 1767)
- Latridius mongolicus Rucker, 1983
- Latridius nidicola (Palm, 1944)
- Latridius opacipennis (Wollaston, 1864)
- Latridius parallelipennis (Solsky, 1876)
- Latridius peacockae (Sen Gupta, T, 1976)
- Latridius pseudominutus (Strand, 1957)
- Latridius rogei Rücker, 2003